# Bussière-Boffy

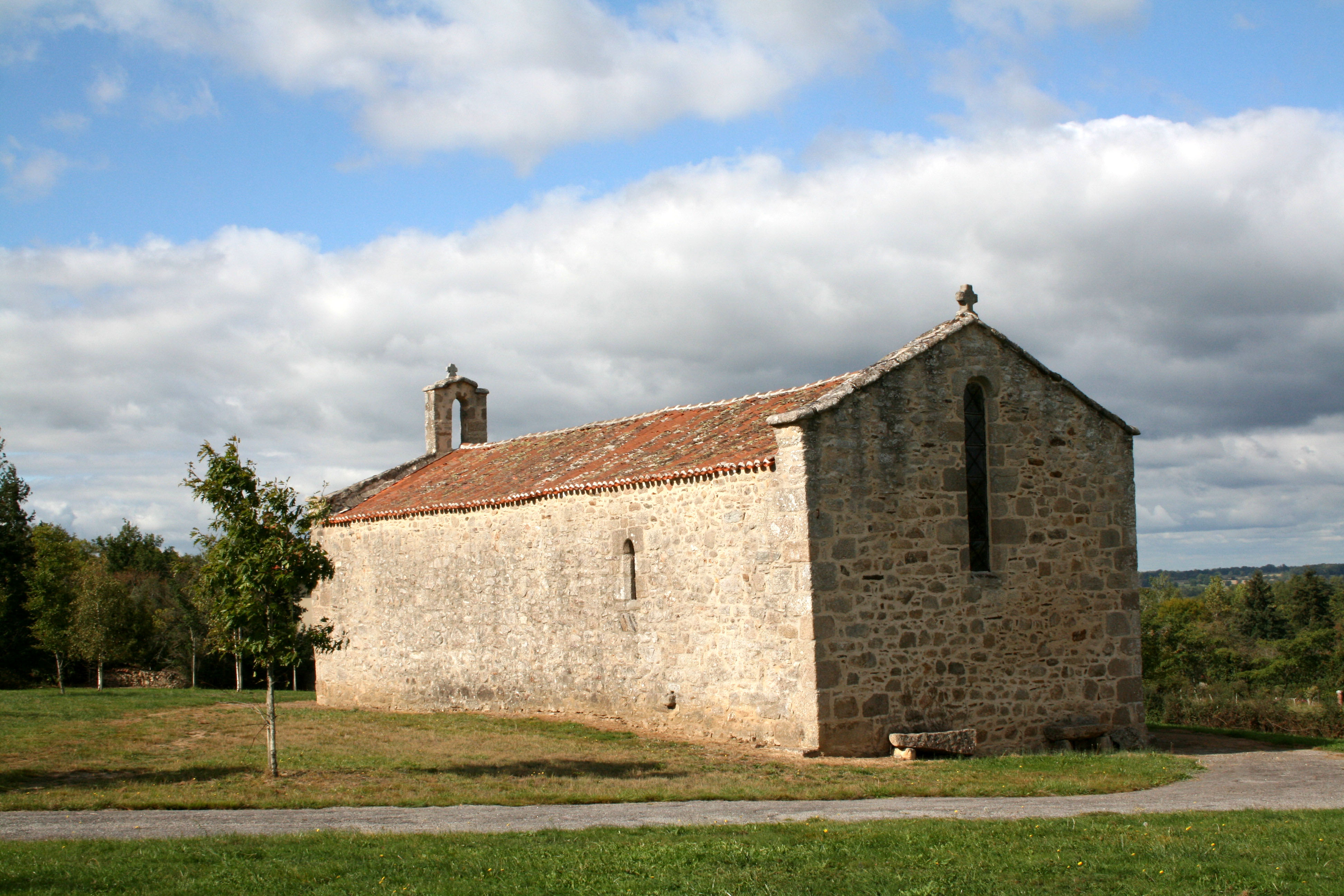
Kapel van Johannes de Doper

Bussière-Boffy is een voormalige gemeente in het Franse departement Haute-Vienne in de regio Nouvelle-Aquitaine en telt 332 inwoners (1999).
Op 1 januari 2016 fuseerde de gemeente met Mézières-sur-Issoire tot de huidige gemeente Val-d'Issoire. Deze gemeente maakt deel uit van het arrondissement Bellac.

## Geografie
De oppervlakte van Bussière-Boffy bedraagt 26,8 km², de bevolkingsdichtheid is 12,4 inwoners per km².
De onderstaande kaart toont de ligging van Bussière-Boffy met de belangrijkste infrastructuur en aangrenzende gemeenten.

## Demografie
Onderstaande figuur toont het verloop van het inwonertal (bron: INSEE-tellingen).